# 仲里村
仲里村（なかざとそん）は沖縄県の久米島にあった村である。具志川村への通勤率は12.9%。
琉球王国時代の17世紀から長年、東半分を仲里、西半分を具志川と分かれており、復帰後に隣村の具志川村との合併話があったものの、合併後の新庁舎の位置をめぐり一時は頓挫。そして1990年代に入り、再び両村合併が再浮上し、ようやく2002年4月1日に具志川村と合併し久米島町が誕生。久米島中城間切、仲里間切から300年以上、1908年に村制施行以来94年続いた仲里村が消滅した。

## 地理
- 沖縄本島から西へ約100km離れた久米島の東半分に位置する。

### 集落
- 阿嘉（あか）
- 宇江城（うえぐすく）
- 宇根（うね）
- 奥武（おう）
- 儀間（ぎま）
- 島尻（しまじり）
- 謝名堂（じゃなどう）
- 銭田（ぜんだ）
- 比嘉（ひが）
- 比屋定（ひやじょう）
- 真我里（まがり）
- 真謝（まじゃ）
- 山城（やまぐすく）

## 交通

### 空路
- 具志川村の久米島空港から那覇空港へ毎日数便運航しているほか、1997年からは東京・羽田空港へも7月中旬 - 9月（2006年までは6月 - 9月）の季節限定で運航している。

### 海路
- 村内の真泊港から4月 - 10月の季節限定で高速船「ぶるーすかい」が渡名喜島経由で那覇市の那覇泊港と結んでいた（2004年いっぱいで廃止）。
- 具志川村の兼城港から大型フェリーが渡名喜島経由で那覇泊港とを結んでいる（1日1往復だったが、高速船廃止後の2005年から毎日2往復になった）。

### 陸路
道路
- 沖縄県道89号久米島空港真泊線（主要地方道）
- 沖縄県道242号宇根仲泊線
- 沖縄県道245号久米島一周線

路線バス
- 隣の具志川村とを結んでおり、航空機のダイヤに合わせて久米島空港とを結ぶバスも運行されている。

## 主な観光地
- 畳石（奥武島）
- イーフビーチ

## 姉妹町村
- 新潟県中魚沼郡中里村（2005年に合併し十日町市となり、消滅）
- 群馬県多野郡中里村（2003年に合併し神流町となり、消滅）
- 青森県北津軽郡中里町（2005年に合併し中泊町となり、消滅）

かつては同じ「なかさと（またはなかざと）」と読むことから互いに交流していた。特に新潟県中里村とよく交流しており、他の2町村とも同じ「なかさと」どうしで交流していた。2005年までにこれらの町村は合併し別の自治体名になっているものの、今でも新潟県十日町市の旧中里村とは交流を続けている（但し姉妹都市は結んでいない）。